# Decimaltal
Decimaltal är ett tal som innehåller ett decimaltecken, följt av en eller flera decimaler. Utskrivningen kallas decimalutveckling, och består av ett heltal och en ändlig eller oändlig följd av decimaler som bestämmer ett reellt tal. Till exempel har -7/3 (den oändliga) decimalutvecklingen -2,333333... (med ett oändligt antal treor). Talet 1/8 har två decimalutvecklingar, dels en ändlig (0,125) och dels en oändlig (0,124999999... (med ett oändligt antal nior).

## Periodisk decimalutveckling
Periodisk decimalutveckling är ett sätt att skriva rationella tal med oändligt många decimaler på, som till exempel 1/3. Periodisk decimalutveckling skrivs genom att man drar ett streck ovanför siffrorna som upprepas, en annan variant är att man sätter prickar ovanför.
Några exempel är:
{\displaystyle {\begin{aligned}{\frac {1}{3}}&=0{,}{\overline {3}}=0{,}{\dot {3}}\\{\frac {1}{6}}&=0{,}1{\overline {6}}\\{\frac {1}{7}}&=0{,}{\overline {142857}}\end{aligned}}}
Eftersom periodisk decimalutveckling inte kan skrivas på detta sätt på datorer med ASCII-tecken kan till exempel {\displaystyle 0{,}{\overline {3}}} skrivas 0,,3 och {\displaystyle 1{,}8{\overline {12}}} skrivas 1,8,12.
Om β är antalet siffror i talsystemet som används (vanligtvis 10 om inte annat uppges) kan ett rationellt tal skrivas om till formen {\displaystyle \pm {\frac {\gamma }{\beta ^{a}(\beta ^{b}-1)}}} ifall talet har en period, b kan inte vara 0.
Till exempel {\displaystyle 10{,}155{\overline {76}}={\frac {1005421}{99000}}}.
Man kan visa att rationella tal alltid kan skrivas antingen med ändligt antal decimaler eller med periodisk decimalutveckling. Irrationella tal, som till exempel {\displaystyle {\sqrt {2}}}, {\displaystyle \pi } & {\displaystyle e}, kan inte skrivas med ändligt många decimaler och inte heller på periodisk form.